# حجه، یمن
حجه (به عربی: حجة) یکی از شهرهای استان حجه در کشور یمن است که در سرشماری سال ۲۰۰۵ میلادی، ۴۶٫۵۶۸ نفر جمعیت داشته‌است.